# Tabernacolo del Sacramento eucaristico
Il Tabernacolo del Sacramento eucaristico, alternativamente noto come Ciborium, è un'opera in marmo realizzata dallo scultore fiorentino Donatello nel corso del suo soggiorno romano, tra il 1432 e il 1433. Misura 228 cm di altezza per 125,4 cm di larghezza ed è attualmente custodita all'interno del Museo del tesoro della Basilica di San Pietro in Vaticano, ma è stato a lungo nella Sagrestia dei Beneficiati della basilica vaticana. All'opera partecipò molto probabilmente anche Michelozzo, che a quell'epoca formava un sodalizio di bottega con lo scultore.

## Storia
La funzione attuale del grande blocco di marmo è di gran lunga meno prestigiosa di quella per il quale venne commissionato. Inizialmente, infatti, esso fungeva da ciborio, ossia da elegante struttura architettonica destinata ad accogliere la pisside con le ostie consacrate, mentre oggi invece fa da cornice ad un affresco trecentesco staccato raffigurante una Madonna col Bambino, al tempo ritenuto miracoloso, e noto come la Madonna della febbre.
La prestigiosa commissione pervenne a Donatello dal papa veneziano Eugenio IV, per la cappella privata che il pontefice aveva inaugurato nei Palazzi Vaticani e che poi sarebbe stata affrescata da Beato Angelico. La modifica dell'ambiente, nel 1538, impose il trasferimento del ciborio nella Basilica stessa, per il quale Antonio da Sangallo il Giovane aveva progettato un altare, affrescato in seguito da Perin del Vaga (1542).
L'opera subì alterne manutenzioni a partire dal XVII secolo, scomparendo quasi definitivamente dal corpus delle opere di Donatello, nonostante fosse menzionata da Vasari. Si dovette aspettare la fine dell'XIX secolo affinché il prezioso tabernacolo rivenisse alla luce, con il conseguente elogio della critica. Attualmente si colloca tra le pochissime opere conosciute che Donatello eseguì durante il suo primo viaggio a Roma (1431 o 1432-1433). L'altra opera sicuramente attribuita a quel soggiorno romano è la lastra tombale di Giovanni Crivelli in Santa Maria in Aracoeli.

## Descrizione
Il Tabernacolo si distingue per la sua complessità architettonica che potrebbe disorientare al primo sguardo l'osservatore. L'edicola vuole simulare l'accesso alla Basilica del Santo Sepolcro di Gerusalemme, attraverso un edificio tridimensionale che porta con sé anche qualcosa dell'arte romana.
Il tabernacolo è composto come un'edicola architettonica, con una base modanata e decorata da dentelli e foglioline e uno zoccolo, ornato con un rilievo di puttini che reggono due ruote e, al centro, un piccolo circolare mosaico di una croce rossa a fondo oro. Due coppie di paraste scanalate su plinti e con capitelli corinzi reggono una sorta di attico. La parte centrale contiene l'edicola vera e propria, composta da una cornice rettangolare coronata da timpano triangolare, con al centro un piccolo Redentore entro una ghirlanda. Nello spazio centrale, un tempo coperto da sportellino, venne in seguito collocata la Madonna della febbre, un dipinto della Madonna col Bambino venerato per i suoi poteri taumaturgici. L'edicola centrale è decorata intorno da due gruppi di tre angeli ai lati, scolpiti ad altorilievo, due bassorilievi di candelabre fiorite entro vasi ai lati e, sopra il timpano, due puttini sdraiati.
L'"attico" è decorato da due angelo reggicortina posti in corrispondenza dei capitelli che reggono una tenda che rivela il rilievo stiacciato della deposizione di Cristo. Il tutto è coronato da una cornice a dentelli con una trabeazione divisa in riquadri con tondini scanalati.
Anche in questo caso è difficile separare il contributo di Donatello da quello di Michelozzo, ma la mano del primo è sicuramente presente nei rilievi in stiacciato, in particolare nella Deposizione. Qui è forte l'accentuazione espressiva della drammaticità della scena, con una figura che alza le braccia disperata e un'altra, forse la Vergine, che piange compostamente rivolgendosi dall'altra parte e coprendosi il volto con le mani e la veste, che asciuga le lacrime.